# Tetraloniella julliani
Tetraloniella julliani är en biart som först beskrevs av Pérez 1879.  Tetraloniella julliani ingår i släktet Tetraloniella och familjen långtungebin. Inga underarter finns listade i Catalogue of Life.